# Parque de Isabel la Católica
Parque de Isabel la Católica är en park i Spanien.   Den ligger i provinsen Province of Asturias och regionen Asturien, i den norra delen av landet, 400 km norr om huvudstaden Madrid. Parque de Isabel la Católica ligger 13 meter över havet.
Terrängen runt Parque de Isabel la Católica är varierad. Havet är nära Parque de Isabel la Católica norrut. Runt Parque de Isabel la Católica är det ganska glesbefolkat, med 48 invånare per kvadratkilometer. Närmaste större samhälle är Gijón, 1,6 km väster om Parque de Isabel la Católica. I omgivningarna runt Parque de Isabel la Católica växer i huvudsak blandskog.